# Tarcísio Meira
Tarcísio Pereira de Magalhães Sobrinho, mais conhecido como Tarcísio Meira (São Paulo, 5 de outubro de 1935 — São Paulo, 12 de agosto de 2021), foi um ator brasileiro. Considerado um dos maiores atores e galãs de sua geração, marcou época com personagens fortes, no cinema, no teatro e na televisão. Durante décadas eternizou a televisão com mocinhos e vilões que marcaram a teledramaturgia nacional. Ao longo de sua carreira, Tarcísio conquistou diversos prêmios, entre eles três Troféus Imprensa e três Prêmios APCA e um Prêmio Shell.
Meira iniciou a carreira na televisão no final da década de 1950, atuando em produções da Rede Tupi e TV Excelsior, – entre elas 2-5499 Ocupado (1963), conhecida como a primeira novela diária da TV brasileira –, até vir a ingressar na Rede Globo no final dos anos 60, tornando-se um dos grandes nomes da emissora, na qual trabalhou até o fim de sua vida. A partir daí, destacou-se em produções que marcaram o país, como Irmãos Coragem (1970), 
Cavalo de Aço (1973), O Semideus (1974), O Tempo e o Vento (1985), Grande Sertão: Veredas (1985), Roda de Fogo (1986), Desejo (1990), Pátria Minha (1994), O Rei do Gado (1996), Torre de Babel (1998), A Muralha (2000), Um Anjo Caiu do Céu (2001), O Beijo do Vampiro (2002), Páginas da Vida (2006) e Insensato Coração (2011).
Nos cinemas, estreou ao lado de Mazzaropi no filme Casinha Pequenina (1963); a partir daí, destacou-se em obras como Quelé do Pajeú (1969), Independência ou Morte (1972), O Beijo no Asfalto (1980), Eu (1987), Boca de Ouro (1990) e Não Se Preocupe, Nada Vai Dar Certo! (2011).
Paralelamente à carreira artística, Meira também ficou conhecido por ter um dos casamentos mais duradouros e conhecidos da televisão brasileira, ao lado da atriz Glória Menezes, com quem permaneceu junto por mais de cinco décadas, e com quem contracenou como par romântico por diversas vezes; Juntos, o casal teve um filho, o também ator Tarcísio Filho.

## Biografia
Filho de Raúl Pompéia Pereira de Magalhães e de Maria do Rosário Meira, descende, por seu pai, da aristocracia rural sul-mineira, havendo sido seu trisavô paterno o tenente-coronel Antônio Joaquim Pereira de Magalhães, e por essa linhagem tem parentesco (por consanguinidade ou afinidade) com o protomártir da Inconfidência Mineira, o Tiradentes, com o cientista Vital Brazil e com o empresário Oscar Americano, consoante o livro "Vital Brazil Mineiro da Campanha, uma genealogia brasileira", de autoria de Lael Vital Brazil. Por sua mãe pertence a tradicionais troncos paulistas, tais como os Arrudas Botelhos, os Paes Lemes, os Cerqueiras Cesares e os Penteados, conforme relata Silva Leme em sua "Genealogia Paulistana", nos livros 2, 3 e 4.

## Carreira
Estreou no teatro em 1957, na peça A Hora Marcada e em 1959 já brilhava em O Soldado Tanaka, convidado por Sérgio Cardoso.

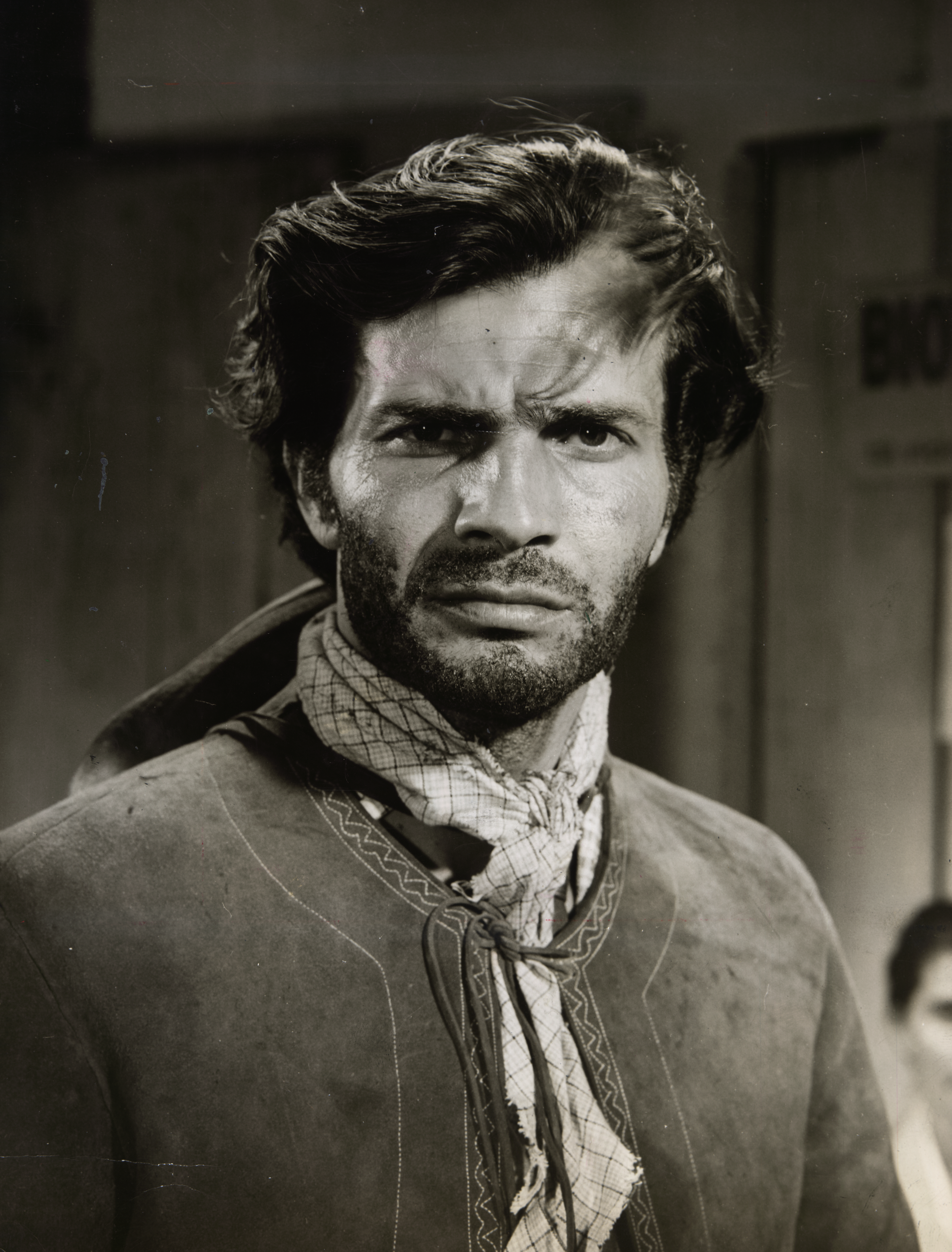
Tarcísio em Irmãos Coragem (década de 1970)

A estreia na televisão foi em Noites Brancas, um teleteatro da TV Tupi, dirigido por Geraldo Vietri em 1959. Em outro teleteatro da mesma emissora em 1961, Uma Pires Camargo, contracenou pela primeira vez com Glória Menezes, com quem casaria pouco tempo depois e os dois passaram a formar um dos casais de maior sucesso da televisão brasileira.
Ele foi o galã da primeira telenovela diária da televisão brasileira, 2-5499 Ocupado (1963), na Excelsior, ao lado da já mulher na vida real, Glória Menezes. Protagonizou ainda mais sete telenovelas na mesma emissora até se transferir com Glória para a TV Globo, onde estrearam em Sangue e Areia. A partir daí, Tarcísio se tornou uma das presenças mais constantes da teledramaturgia brasileira e tinha mais de cinquenta trabalhos entre telenovelas, minisséries e seriados de televisão.
Também no cinema, Tarcísio Meira se tornou um dos principais atores, principalmente nos anos 1970 e 1980. O primeiro filme em que atuou foi Casinha Pequenina (1963), ao lado de Mazzaropi; entre seus maiores sucessos estão Máscara da Traição, As Confissões de Frei Abóbora, Independência ou Morte, Missão: Matar, O Marginal, República dos Assassinos, Eu Te Amo e Não se Preocupe, nada Vai Dar Certo!. Entre suas mais importantes interpretações no meio, encontram-se A Idade da Terra, de Glauber Rocha, e Eu, de Walter Hugo Khouri.
Recebeu o prêmio APCA de melhor ator, concedido pela Associação Paulista de Críticos de Arte por sua atuação na minissérie A Muralha (2000), produzida pela TV Globo.

## Vida pessoal
Desde 1962 foi casado com a atriz Glória Menezes, com quem teve seu único filho, o também ator Tarcísio Filho. O artista também era padrasto de João Paulo e Maria Amélia, filhos que sua esposa teve no primeiro casamento. Tarcísio e Glória são reconhecidos por possuírem um dos casamentos mais sólidos do meio artístico, tendo atuado juntos várias vezes na televisão, como em Irmãos Coragem, Guerra dos Sexos, Torre de Babel, e A Favorita, além do seriado Tarcísio & Glória, produzido especialmente em homenagem ao casal.
Tarcísio e Glória tiveram seus contratos encerrados com a Rede Globo em 11 de setembro de 2020, depois de 52 anos na emissora, e se aposentaram. O último trabalho de Tarcísio na emissora havia sido na novela Orgulho e Paixão, em 2018.
Após a aposentadoria, o casal passou a morar em uma fazenda de criação de gado e plantações em Porto Feliz, no interior de São Paulo. O casal já estava vivendo na propriedade durante a quarentena por conta da pandemia de COVID-19. Em 16 de março de 2021 receberam a segunda dose da vacina contra a COVID-19 em Porto Feliz. A primeira dose havia sido aplicada em 16 de fevereiro, também no município.

### Morte
Em 6 de agosto de 2021 o casal foi internado no hospital Albert Einstein em São Paulo, após confirmação do diagnóstico de COVID-19. Segundo boletim do hospital, divulgado no dia 10 de agosto, o ator encontrava-se internado na UTI, contando com apoio de ventilação mecânica invasiva e diálise contínua.
Em 12 de agosto, seis dias depois da internação, Tarcísio morreu vítima da COVID-19, aos 85 anos. Glória recebeu alta quatro dias depois, já sabendo da morte do marido.
O ator foi velado e cremado em uma cerimônia privada no cemitério Horto da Paz, em Itapecerica da Serra. Pouco antes de morrer, Tarcísio pediu para que suas cinzas fossem jogadas na fazenda de propriedade do casal em Porto Feliz.

## Filmografia

### Televisão
| Ano     | Título                            | Papel                                   | Nota                                                        |
| ------- | --------------------------------- | --------------------------------------- | ----------------------------------------------------------- |
| 1958–63 | Grande Teatro Tupi                | Vários personagens                      |                                                             |
| 1961    | Maria Antonieta                   |                                         |                                                             |
| 1961–62 | TV de Vanguarda                   | Vários personagens                      |                                                             |
| 1962    | Cleópatra                         | Marco Antônio                           |                                                             |
| 1962    | A Única Verdade                   |                                         |                                                             |
| 1962    | A Noite Eterna                    | Alexandre                               |                                                             |
| 1962    | A Intrusa                         |                                         |                                                             |
| 1963    | 2-5499 Ocupado                    | Larry                                   |                                                             |
| 1964    | Uma Sombra em Minha Vida          | Eduardo                                 |                                                             |
| 1964    | Mãe                               | Alberto (Betinho)                       |                                                             |
| 1964    | Ambição                           | Miguel                                  |                                                             |
| 1965    | A Deusa Vencida                   | Edmundo Amarante                        |                                                             |
| 1965    | Pedra Redonda 39                  |                                         |                                                             |
| 1966    | Almas de Pedra                    | Danilo                                  |                                                             |
| 1966    | As Minas de Prata                 |                                         |                                                             |
| 1967    | Os Galãs Atacam de Madrugada      | Tarcísio                                |                                                             |
| 1967    | O Grande Segredo                  | Celso                                   |                                                             |
| 1968    | Sangue e Areia                    | Juan Galhardo                           |                                                             |
| 1968    | A Gata de Vison                   | Bob Ferguson                            |                                                             |
| 1969    | Rosa Rebelde                      | Sandro de Aragão / Fernando de Aragão   |                                                             |
| 1970    | Irmãos Coragem                    | João Coragem                            |                                                             |
| 1971    | O Homem que Deve Morrer           | Ciro Valdéz                             |                                                             |
| 1971    | Caso Especial                     | Pescador                                | Episódio: "A Pérola"                                        |
| 1972    | Caso Especial                     | Padre Renato                            | Episódio: "Meu Primeiro Baile"                              |
| 1972    | Caso Especial                     | Matador                                 | Episódio: "O Matador"                                       |
| 1973    | Caso Especial                     |                                         | Episódio: "Praias Desertas"                                 |
| 1973    | Cavalo de Aço                     | Rodrigo                                 |                                                             |
| 1973    | O Semideus                        | Hugo Leonardo Filho / Raul de Paula     |                                                             |
| 1975    | Escalada                          | Antônio Dias                            |                                                             |
| 1976    | Saramandaia                       | Dom Pedro I                             | Episódio: "3 de maio"                                       |
| 1977    | Espelho Mágico                    | Diogo Maia / Ciro                       |                                                             |
| 1979    | Os Gigantes                       | Fernando Lucas                          |                                                             |
| 1980    | Coração Alado                     | Juca Pitanga                            |                                                             |
| 1981    | Brilhante                         | Paulo César Ribeiro                     |                                                             |
| 1982    | Caso Verdade                      | Theo Faron                              | Episódio "Filhos da Esperança"                              |
| 1983    | Guerra dos Sexos                  | Felipe de Alcântara Pereira Barreto     |                                                             |
| 1984    | Meu Destino é Pecar               | Paulo de Oliveira                       |                                                             |
| 1985    | O Tempo e o Vento                 | Capitão Rodrigo Cambará                 |                                                             |
| 1985    | Grande Sertão: Veredas            | Hermógenes                              |                                                             |
| 1986    | Roque Santeiro                    | Coronel Emerenciano Castor              | Episódio: "22 de fevereiro"                                 |
| 1986    | Roda de Fogo                      | Renato Villar                           |                                                             |
| 1988    | Tarcísio & Glória                 | Bruno Lazzarini                         |                                                             |
| 1989    | Tieta                             | Ele mesmo                               | Episódio: "28 de agosto"                                    |
| 1990    | Desejo                            | Euclides da Cunha                       |                                                             |
| 1990    | Araponga                          | Detetive Aristênio Catanduva (Araponga) |                                                             |
| 1991    | Escolinha do Professor Raimundo   | Seu Ptolomeu                            | Especial: "25 Anos d'os Trapalhões" Episódio: "27 de julho" |
| 1992    | De Corpo e Alma                   | Diogo Santos Varella                    |                                                             |
| 1993    | Você Decide                       | Hector                                  | Episódio: "A Barganha"                                      |
| 1993    | Fera Ferida                       | Feliciano Mota da Costa                 | Episódio: "15 de novembro"                                  |
| 1994    | Pátria Minha                      | Raul Pelegrini                          |                                                             |
| 1996    | O Rei do Gado                     | Giuseppe Berdinazzi                     | Episódios: "17–25 de junho"                                 |
| 1997    | O Rei do Gado                     | Giuseppe Berdinazzi                     | Episódio: "13 de fevereiro"                                 |
| 1997    | A Vida Como Ela É...              | Jacinto                                 | Episódio: "Futura Sogra"                                    |
| 1998    | Torre de Babel                    | César Toledo                            |                                                             |
| 1998    | Hilda Furacão                     | Coronel João Possidônio                 |                                                             |
| 1999    | Você Decide                       | Polidoro                                | Episódio "O Pacto"                                          |
| 2000    | A Muralha                         | Dom Jerônimo Taveira                    |                                                             |
| 2000    | Sandy e Junior                    | Eduardo Teles de Mendonça               | Episódio: "S.O.S. Paty"                                     |
| 2001    | Um Anjo Caiu do Céu               | João Medeiros                           |                                                             |
| 2001    | Sai de Baixo                      | Detetive Ivo / Papai Noel               | Episódio: "Rebu de Natal"                                   |
| 2002    | O Beijo do Vampiro                | Bóris Vladescu / Igor Pivomar           |                                                             |
| 2004    | Um Só Coração                     | Antônio Sousa Borba (Totonho)           |                                                             |
| 2004    | Senhora do Destino                | José Carlos Tedesco (Zé Carlos)         | Episódios: "24–26 de julho"                                 |
| 2005    | Bang Bang                         | John McGold                             | Episódios: "3–4 de outubro"                                 |
| 2006    | Páginas da Vida                   | Aristides Martins de Andrade (Tide)     |                                                             |
| 2007    | Duas Caras                        | Hermógenes Rangel                       | Episódio: "1 de outubro"                                    |
| 2008    | A Favorita                        | Frederico Copola (Copola)               |                                                             |
| 2010    | Cama de Gato                      | Ele mesmo                               | Episódio: "9 de abril"                                      |
| 2010    | Afinal, o Que Querem as Mulheres? | Romeu Newmann                           |                                                             |
| 2011    | Insensato Coração                 | Teodoro Amaral                          |                                                             |
| 2012    | Louco Por Elas                    | Papai Noel                              | Episódio "O Natal"                                          |
| 2012    | Gabriela                          | Juiz Afrânio Lima                       | Episódios: "23–25 de outubro"                               |
| 2013    | Saramandaia                       | Tibério Vilar                           |                                                             |
| 2016    | Velho Chico                       | Jacinto de Sá Ribeiro                   | Episódio: "14 de março"                                     |
| 2016    | A Lei do Amor                     | Fausto Leitão                           |                                                             |
| 2018    | Orgulho e Paixão                  | Lorde Williamson                        |                                                             |
| 2020    | Os Casais que Amamos              | Ele mesmo                               | Episódio: "6 de junho"                                      |

### Cinema
| Ano  | Título                               | Papel                      |
| ---- | ------------------------------------ | -------------------------- |
| 1963 | Casinha Pequenina                    | Nestor                     |
| 1965 | A Desforra                           |                            |
| 1969 | Quelé do Pajeú                       | Clemente Celidônio (Quelé) |
| 1969 | Máscara da Traição                   | Carlos                     |
| 1969 | Verão de Fogo                        | Assassino                  |
| 1970 | Amemo Nus                            | projeto inacabado          |
| 1971 | As Confissões de Frei Abóbora        | Mauro                      |
| 1972 | Independência ou Morte               | D. Pedro I                 |
| 1972 | Missão Matar                         | Inspetor José da Silva     |
| 1974 | O Marginal                           | Valdo                      |
| 1977 | Elza e Helena                        |                            |
| 1979 | O Caçador de Esmeraldas              | Capitão-mor                |
| 1979 | A República dos Assassinos           | Mateus                     |
| 1981 | O Beijo no Asfalto                   | Aprígio                    |
| 1981 | Eu Te Amo                            | Ulisses                    |
| 1981 | A Idade da Terra                     | Cristo Militar             |
| 1982 | Amor Estranho Amor                   | Dr. Osmar                  |
| 1983 | O Cangaceiro Trapalhão               | Noivo de Aninha            |
| 1987 | Eu                                   | Marcelo                    |
| 1989 | Solidão, Uma Linda História de Amor  |                            |
| 1990 | Boca de Ouro                         | Boca de Ouro               |
| 2007 | Anabazys                             | Ele Mesmo                  |
| 2011 | Não se Preocupe, nada Vai Dar Certo! | Ramon Velasco              |

## Prêmios e indicações
| Ano  | Prêmio                                                | Categoria                             | Nomeações                         | Resultado |
| ---- | ----------------------------------------------------- | ------------------------------------- | --------------------------------- | --------- |
| 1973 | Prêmio Diploma de Mérito aos Melhores do Cinema       | Melhor Ator                           | Independência ou Morte            | Venceu    |
| 1976 | Troféu Associação Paulista de Críticos de Arte (APCA) | Melhor Ator de Televisão              | Escalada                          | Venceu    |
| 1987 | Troféu Imprensa                                       | Melhor Ator                           | Roda de Fogo                      | Venceu    |
| 1995 | Troféu Imprensa                                       | Melhor Ator                           | Pátria Minha                      | Venceu    |
| 1996 | Prêmio Contigo! de TV                                 | Melhor Ator                           | Pátria Minha                      | Indicado  |
| 1997 | Troféu Associação Paulista de Críticos de Arte (APCA) | Prêmio Especial                       | Homenagem                         | Venceu    |
| 2000 | Troféu Associação Paulista de Críticos de Arte (APCA) | Melhor Ator de Televisão              | A Muralha                         | Venceu    |
| 2000 | Prêmio TV Press                                       | Melhor Ator                           | A Muralha                         | Venceu    |
| 2002 | Prêmio Globo de Melhores do Ano                       | Melhor Ator                           | O Beijo do Vampiro                | Venceu    |
| 2003 | Troféu Imprensa                                       | Melhor Ator                           | O Beijo do Vampiro                | Venceu    |
| 2003 | Prêmio Contigo! de TV                                 | Melhor Vilão                          | O Beijo do Vampiro                | Indicado  |
| 2005 | Festival de Cinema de Gramado                         | Troféu Oscarito                       | Dedicação à Arte                  | Venceu    |
| 2007 | Prêmio Contigo! de TV                                 | Melhor Ator                           |                                   | Indicado  |
| 2011 | Prêmio Arte Qualidade Brasil                          | Melhor Ator Coadjuvante de Minissérie | Afinal, o Que Querem as Mulheres? | Indicado  |
| 2012 | Prêmio Extra de Televisão                             | Prêmio Especial                       | Homenagem                         | Venceu    |
| 2013 | Prêmio Contigo! de TV                                 | Prêmio Especial                       | Homenagem                         | Venceu    |
| 2015 | Prêmio Arte Qualidade Brasil                          | Melhor Ator                           | O Camareiro                       | Venceu    |
| 2015 | Prêmio Shell de Teatro de São Paulo                   | Melhor Ator                           | O Camareiro                       | Venceu    |
| 2020 | Prêmios CinEuphoria de Cinema                         | Prêmio Honorário                      | Carreira                          | Venceu    |
| 2021 | Prêmio Bibi Ferreira                                  | Melhor Ator em Peça de Teatro         | O Camareiro                       | Venceu    |
| 2021 | Melhores do Ano NaTelinha                             | Dramaturgia                           | Tarcísio Meira                    | Venceu    |